# Ida Babenberská
Ida Babenberská († 24. dubna neznámého roku) byla manželka Litolda Znojemského a matka jeho nástupce Konráda II.

## Život
Ida byla dcera markraběte bavorské východní (rakouské) marky Leopolda II. a sestra Leopolda III., její sestra Helbirga Babenberská byla manželkou Bořivoje II. a stala se českou kněžnou. Velkolepá svatba její sestry s Bořivojem se konala ve Znojmě pod patronací knížete Břetislava II. 18. října 1100. Idin manžel Litold byl ale ze svatby vyhnán a uchýlil se na hrad Raabs.
V roce 1101 vpadl Litoldův bratr Oldřich Brněnský do Čech, k bitvě Malína s novým knížetem Bořivojem II. ale nedošlo, čeští velmoži Oldřicha nepodpořili. Vojsko Litolda a Oldřicha složené z německých spojenců se rozprchlo. Bratři se ovšem mohli vrátit do svých údělů. Na zisk pražského knížecího stolce nejspíš rezignovali a snad proti Bořivojovi II. podporovali olomouckého údělníka Svatopluka.
Konrád II. Znojemský byl zřejmě jediným přeživším dítětem Litolda a Idy.